# Parlementaire enquête naar de RSV-werf
Het scheepsbouwbedrijf Rijn-Schelde-Verolme (RSV) was eind jaren 60 mede onder druk van de overheid door een fusie ontstaan. Aan het concern was jarenlang door de overheid forse financiële steun verleend van zo'n 2,2 miljard gulden, maar uiteindelijk ging het bedrijf in 1983 toch ter ziele.
Onmiddellijk daarna werd een parlementaire enquête ingesteld om te onderzoeken hoe het mogelijk was dat het bedrijf ondanks overheidssteun failliet ging. De commissie onderzocht het gevoerde beleid van de opeenvolgende kabinetten met in het bijzonder de besteding van daarmee gemoeide overheidsmiddelen en de op die besteding uitgeoefende controle.
De commissie concludeerde dat er - mede onder druk van de Tweede Kamer - te lang was doorgegaan met de steunverlening, dat de Tweede Kamer onvoldoende toezicht had gehouden en dat minister Gijs van Aardenne in 1980 de Kamer ernstig had misleid over verliezen van een onderdeel van het concern. De Tweede Kamer stuurde Van Aardenne echter niet naar huis, omdat zij hem niet als enige verantwoordelijk wilde stellen voor het debacle.
De enquête die werd gehouden tussen 1983 en 1984, liet een onthullend beeld zien over de teloorgang van de scheepsbouw en gemiste kansen, inschattingsfouten en gekwetste ego's. Een belangrijk gevolg van de enquête was verbetering van het toezicht op uitgaven, onder andere door een grotere rol van de Kamercommissie voor de Rijksuitgaven. In volgende jaren werd, ongetwijfeld mede onder invloed van de ervaringen van het RSV-debacle, het noodlijdende Fokker-concern niet door de overheid overeind gehouden.

## Voorgeschiedenis

### Oprichting RSV
In 1971, ten tijde van economisch zware tijden en een enorme concurrentie in de scheepsbouw, fuseerden de Rijn-Schelde Machinefabrieken en Scheepswerven NV (RSMS) (kortweg Rijn-Schelde Combinatie) en Verolme Verenigde Scheepswerven NV tot het scheepsbouwconcern Rijn-Schelde-Verolme (RSV) onder druk van de minister van Economische Zaken Nelissen. Scheepsbouwer Cornelis Verolme moest het veld ruimen.
De Rijn-Schelde Combinatie was op haar beurt ontstaan uit een fusie van Wilton-Fijenoord, de Rotterdamsche Droogdok Maatschappij, de Koninklijke Maatschappij De Schelde en de NV Motorenfabriek Thomassen te De Steeg en was op dat moment nog lang geen goed lopende eenheid. Zo bestond er nog geen schim van samenwerking; integendeel, zo bleek later uit de verhoren, men beconcurreerde elkaar nog minstens zo fel als voor de samenbundeling.
Met Verolmes bedrijven (grote werven in de Botlek en in Amsterdam-Noord, middelgrote werven in Alblasserdam en Heusden en een grote machinefabriek in IJsselmonde) erbij kon de sfeer er nauwelijks beter op worden. En het Verolme-concern voelde zich toch al bekocht doordat het, om een lening van de staat te kunnen krijgen, de noodlijdende Nederlandsche Dok en Scheepsbouw Maatschappij (NDSM) in Amsterdam-Noord had moeten overnemen.

### De periode 1973-1983
Bij de oprichting in 1971 leek het RSV-concern wel levensvatbaar. Ook toen kort daarna landen als Japan en later ook Zuid-Korea zich met dumpprijzen op de scheepsbouwmarkt meldden, meende het concern nog steeds een kans te hebben. Maar toen in 1973 door de oliecrisis de markt voor grote tankers stagneerde, besloot RSV schepen voor eigen rekening te bouwen in de hoop ze later te verkopen. Ook bood het bedrijf nafinanciering aan om annuleringen van orders te voorkomen. Dit bleken later kostbare vergissingen te zijn. Ook werden waarschuwingen dat de capaciteit van de Nederlandse scheepsbouw gereduceerd moest worden in de wind geslagen.
Rond 1977 werd de overcapaciteit bij de scheepswerven pas echt duidelijk. Sluiting van werven, ook bij RSV, was eigenlijk onvermijdelijk. De regering had door de financiële steun een behoorlijke vinger in de pap en wilde daar niet aan. Dat zou immers ontslagen betekenen. RSV ging zelfs meer schepen bouwen, alleen maar om ontslagen te voorkomen. Ook toen de verliezen duidelijk werden, zo'n 200 miljoen voor de staat, wilde men niet van sluiting horen.
Wel werden allerlei creatieve oplossingen gezocht om iedereen aan het werk te houden. Zo werd op één werf alleen maar onderdelen gemaakt voor schepen die elders in aanbouw waren. Een andere werf kreeg dan opdracht om per jaar vele manuren uit te besteden aan de eerste werf. Dat lukte natuurlijk niet omdat deze zelf al zeer krap in het werk zat. Sluiting zou betekenen dat er duizenden werknemers op straat zouden komen te staan dus gingen de overheidssubsidies jarenlang door.
In 1979 werd de grote scheepsbouw afgesplitst en stortte RSV zich in een aantal nieuwe avonturen zoals de bouw van energiecentrales in Algerije en de ontwikkeling van een kolengraafmachine voor de Amerikaanse markt. Beide projecten mislukten en kostten het concern honderden miljoenen guldens.
Andere factoren die de ondergang veroorzaakten waren de kleine thuismarkt als afnemer en het sociaal-politieke klimaat van de jaren zeventig. Onder invloed van de groeiende werkloosheid werd grote betekenis toegekend aan arbeidsplaatsen ondanks het feit dat dat niet rendabel was. Dit was maar een deel van de verklaring voor de grote moeilijkheden waarin de Nederlandse scheepsbouw verkeerde.

## Parlementair onderzoek
Toen in volle omvang duidelijk werd dat de RSV zijn ondergang tegemoet ging, ondanks de gigantische bedragen aan overheidssubsidie, werd er al snel geroepen om diepgaand onderzoek. Op 19 februari 1983 verleende de rechtbank in Rotterdam het scheepsbouwconcern Rijn-Schelde-Verolme (RSV) uitstel van betaling. In de loop der jaren had de overheid RSV 2,7 miljard gulden financiële steun verleend en resteerde een verlies van 2,25 miljard gulden. Precies een maand later op 24 maart 1983 gaf de Tweede Kamer op initiatief van CPN-Kamerlid Evelien Eshuis opdracht tot een parlementaire enquête.

### Aard van de enquête
De enquêtecommissie kreeg van de Tweede Kamer de opdracht om onderzoek te verrichtten naar:
- het overheidsbeleid door opeenvolgende kabinetten ten aanzien van de RSV
- de besteding van de overheidsmiddelen en op die besteding uitgeoefende controle
- de gang van zaken in en rond het RSV-concern vanaf het begin in de jaren 60
- waarom de onderneming, ondanks vrij omvangrijke overheidssteun, toch failliet ging

### Het onderzoek

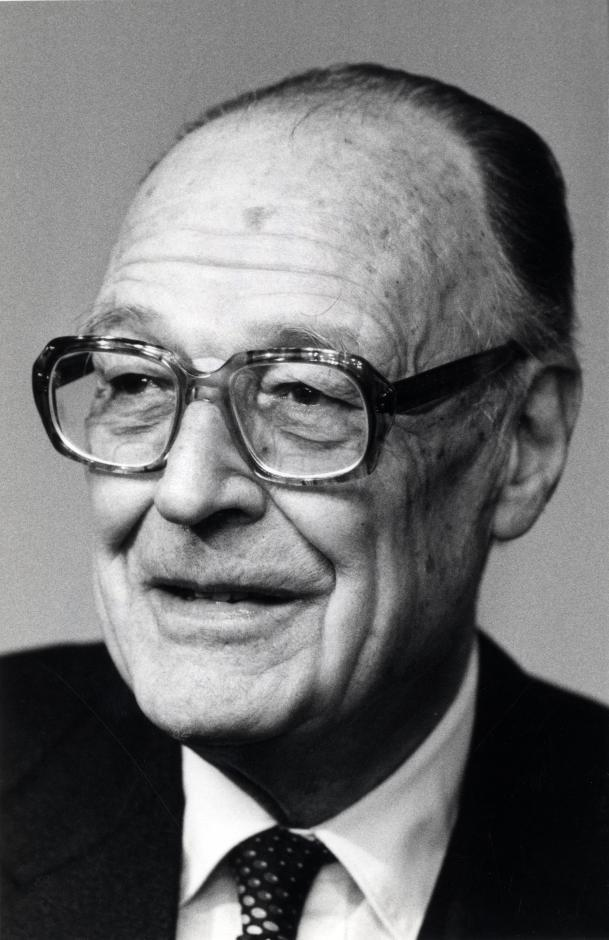
Prof. mr. H.J. Hofstra bij het verhoor als getuige tijdens de RSV-enquête (1984)

De enquête werd tussen maart 1983 en oktober 1984 gehouden. Ruim anderhalf jaar was de commissie bezig met het verzamelen van gegevens en het verhoren van de betrokkenen. In oktober 1984 volgde het eindrapport waarbij de commissie zich vooral geconcentreerd had op haar taakopdracht die zij gekregen had van de Tweede Kamer. Andere zaken die naar boven kwamen tijdens het onderzoek werden daardoor wat onderbelicht. De bewindvoerders hadden, na het uitstel van betaling, nog zeven jaar nodig om de wirwar van bedrijven te ontknopen.
Voorzitter van de enquêtecommissie was de CDA'er Kees van Dijk. De beide ondervoorzitters, Marcel van Dam (PvdA) en Theo Joekes (VVD), speelden een belangrijke rol bij de verhoren en de verslaglegging.

### Openbare verhoren
Op 19 maart 1984 begon de commissie met de openbare verhoren. Eerst werd de periode doorgenomen tot aan de officiële oprichting van RSV in 1971. In april werd de periode vanaf de oprichting tot december 1977 (val kabinet-Den Uyl) besproken. Half juni tot half juli volgden de verhoren over de jaren tot aan de datum van 9 februari 1983, het moment van uitstel van betaling.
De door onderzoekscommissie gehoorde getuigen waren verantwoordelijke ministers die behoorden tot de opeenvolgende kabinetten en hun staatssecretarissen, betrokken ambtenaren en leden van beide kamers der Staten Generaal, leden van directies, ondernemingsraden, vakbonden, financieringsinstellingen en werknemers van het concern. Industriepaus Josef Molkenboer (1916-1999), de voor 'Industriebeleid' verantwoordelijke topambtenaar bij Economische Zaken, kreeg door de verhoren landelijke bekendheid. Scheepsbouwmagnaat Cornelis Verolme was enkele jaren voor de enquete reeds overleden.

### Conclusies
In het rapport uitte de commissie sterke kritiek op het beleid dat de opeenvolgende kabinetten gevoerd hadden: ontoereikend en niet eenvormig ten opzichte van de zwakke onderneming in moeilijke economische omstandigheden. De rol van de overheid was opmerkelijk groot in het ontstaan en lange voortbestaan van de RSV. Het gevolg van dit beleid waren grote financiële verliezen en het verlies van meer dan 18.000 arbeidsplaatsen. Minister Van Aardenne was hierdoor onder grote druk komen te staan tussen de eisen van vakbonden, de Tweede Kamer en de harde economische situatie.
De informatie die minister Van Aardenne echter aan de Kamer over de afwikkeling van ROS-verliezen (Rotterdamse Offshore en scheepsbouwcombinatie, een onderdeel van het concern) verstrekte in april 1980 was ronduit misleidend en daarom onaanvaardbaar. De Tweede Kamer was op haar beurt te vaak afwezig, onoplettend of vergeetachtig geweest, waardoor controle op het beleid niet goed werd uitgevoerd. Ook de Tweede Kamer was evenals de gehele overheid medeverantwoordelijk voor het ontstaan, het voortbestaan en uiteindelijke ondergang.
Verder werden er in korte tijd honderden miljoenen defensiegeld aan de RSV toevertrouwd zonder behoorlijke dekking, maar ook zonder dat de overheid meer invloed op RSV kreeg. Ook de leiding van de RSV ging niet vrijuit. De bestuurlijke en organisatorische zwakte van het concern kwamen volgens de commissie voor een groot deel voort uit de ontstaansgeschiedenis van RSV. Het was een kunstmatig en zwak product dat tot stand kwam onder sterke druk van het kabinet. Inschattingsfouten en vals optimisme in de leiding van het concern deden de rest.
Tien van de twaalf jaar dat RSV bestond waren crisisjaren, economisch ging het slecht, de concurrentie was moordend. Niet alleen Nederland kampte met verlieslijdende ondernemingen in deze bedrijfstak. Vele andere Europese landen vertoonden hetzelfde beeld waarbij ook die bedrijven met nationale steun krampachtig probeerden een deel van de scheepsbouwcapaciteit en werkgelegenheid in stand te houden.

### Aanbevelingen
De commissie deed ook nog een paar conclusies en aanbevelingen met het oog op toekomstige enquêtes, omdat de commissie zelf te maken kreeg met onvoorziene situaties bij de wetgeving rond de Parlementaire Enquête, waardoor bijvoorbeeld medewerking van personen moest berusten op vrijwilligheid. Andere aanbevelingen waren:
- inschakeling van deskundige medewerkers om de onderzoekscommissie met gerichte deskundigheid op bepaalde terreinen te versterken.
- leden van de enquêtecommissie voor de duur van het onderzoek vrijstellen van andere Kamerwerkzaamheden.
- eenduidigere regelingen van de verplichting tot het overleggen van stukken en het openbaar maken van bijzondere belangen.

## Bijzonderheden

### Kolengraafproject
Een van de geruchtmakende affaires in het RSV-drama was het kolengraafproject, de grootste flop in de RSV-geschiedenis. De kolengraver was een apparaat dat schoon en goedkoop kolen kon halen uit dunne steenlagen. De verwachtingen rond dit apparaat waren erg hoog en men dacht dat dit project de RSV uit het slop kon halen.
Tussen RSV en haar Amerikaanse zakenpartners werd op een gegeven moment een overeenkomst gesloten om 60 kolengravers te leveren. Op dat moment was het apparaat nog niet geheel ontwikkeld en vertoonde nog tal van kinderziekten en er waren leveringsproblemen. De winsten vielen tegen, begin 1983 ging de Amerikaanse partner Stacy failliet en werden de kolengravers in beslag genomen. Het kolengraaf-project mislukte, omdat Stacy het alleenrecht in Amerika had op die apparaten.

### Operatie paashaas
In Algerije zat Thomassen (Motorenfabriek Thomassen De Steeg, een onderdeel van de RSV) met het probleem dat de Algerijnen niet betaalden voor extra werk dat nodig was bij de bouw van een paar grote elektriciteitscentrales, een aardgasproject en de levering van twee 'waterinjectie'-installaties. RSV legde toen vlak voor Pasen abrupt het werk stil en het personeel werd naar huis gehaald.
De onderhandelingen met de Algerijnen werden hervat en de contracten werden herzien. De actie was nogal omstreden, omdat het onder andere de verhoudingen tussen Nederland en Algerije behoorlijk kon verslechteren. Verscheidene betrokkenen staken hun kop in het zand, hun naam was haas.

## Politieke betekenis
Mismanagement, te grote overheidsbemoeienis, een paar grote tegenslagen, de slechte economische situatie: dit zijn in het onderzoek glashelder de belangrijkste oorzaken gebleken van het debacle van het RSV-concern. De Tweede Kamer had onvoldoende toezicht gehouden en minister Van Aardenne had in 1980 de Kamer zeer ernstig misleid over verliezen van een bepaald onderdeel van het concern.
De parlementaire behandeling van het eindrapport vond plaats in december 1984. Begin 1985 was er een debat over de positie van de minister van Economische Zaken, de heer Van Aardenne. Eind februari 1985 startte de discussie met de enquêtecommissie.
De Tweede Kamer keurde de handelswijze van de minister niet af, omdat zij hem niet alleen verantwoordelijk wilde stellen voor het debacle. Hij bleef in het kabinet, maar zijn positie was door de uitkomst van de enquête wel ernstig geschaad. Hij keerde niet terug in het volgende kabinet.

## Wetgeving
De enquête leidde niet tot het aftreden van diverse verantwoordelijken, maar had wel andere gevolgen. Het steunverleningsbeleid van de overheid werd daarna veel kritischer onder de loep genomen en resulteerde in een revitalisering van de parlementaire controle en een wetsvoorstel over het wijzigen van de enquêtewet.
Met name op het gebied van begrotingsvoorbereiding werd naar aanleiding van de RSV-enquête een commissie ingesteld. Deze commissie moet voorkomen dat, net als bij de RSV, achteraf blijkt dat enorme bedragen aan overheidssteun zonder noemenswaardige parlementaire controle zijn verdwenen in een bodemloze put. De commissie deed een groot aantal aanbevelingen zodat de controle van de Kamer op de uitvoering van het beleid en de begroting vergroot werden.
De enquêtewet werd gewijzigd naar aanleiding van opgedane ervaringen van de RSV-enquêtecommissie. De belangrijkste wijzigingen hielden in dat de commissie het recht kreeg om alle voor hen belangrijke stukken in te zien of er beschikking over te krijgen. Verder werd verplicht dat getuigen moeten gehoorzamen aan de oproep van de commissie om als getuige of deskundige verhoord te kunnen horen en indien er personen weigeren deze een proces-verbaal te geven.
Na de ondergang van het RSV-concern is de Nederlandse overheid zeer terughoudend geworden met het verlenen van staatssteun aan de scheepsbouw. Toch is de Nederlandse fiscus wel vriendelijk voor deze industrie door gunstige regels voor investeerders (belastingvoordeel) en vermogensvrijstelling voor ondernemers in te voeren.

## Samenstelling enquêtecommissie
- Kees van Dijk (CDA) (voorzitter)
- Marcel van Dam (PvdA)
- Theo Joekes (VVD)
- Maarten Engwirda (D66)
- Evelien Eshuis (CPN)
- Vincent van der Burg (CDA)
- Rob Tazelaar (PvdA)
- Benk Korthals (VVD)
- Cor van Dis jr. (SGP)

## Trivia
- Van Kooten en De Bie brachten in 1984 het album "Draaikonten" uit, waarop een lange persiflage op de RSV-enquête te horen is onder de titel "de van Kooten & de Bie verhoren". Zij imiteerden daarin enkele hoofdpersonen uit de enquête, die destijds door de tv-uitzendingen zeer bekend waren geworden. Op de vraag aan een van de getuigen of het waar was dat hij in zijn badkamer een ligbad had laten plaatsen op kosten van een aannemer, antwoordde deze uiteindelijk dat het hier ging om een zitbad, met ligmogelijkheden.